# Horrible (álbum)
Horrible es el segundo álbum de estudio del grupo argentino de rock alternativo y pop experimental Suárez, liderado por Rosario Bléfari. Fue editado el 23 de mayo de 1995 por el sello "Feliz año nuevo discos", apenas ocho meses más tarde de la edición de su disco debut Hora de no ver. Según la revista Rolling Stone es uno de los discos fundamentales del rock argentino de la década del noventa.

## Sobre el disco
El disco fue grabado durante el verano del año 1995. Contiene 11 canciones, la última de ellas esconde tras un silencio un segundo disco que reúne grabaciones de distintos orígenes registradas entre 1994 y 1995, un collage en continuo de canciones, ambientes, ruidos, conversaciones y retazos sonoros varios, que en la reedición de 2005 se encuentran los créditos del mismo. En la canción "Algo difícil" Rosario Bléfari canta a dúo con María Fernanda Aldana del grupo El Otro Yo, con quien compuso la canción. Se hicieron dos videoclips con temas del mismo, "Saludos en la nieve" dirigido por Martín Rejtman y "Guantes de piel" por Gonzalo Córdoba. Los integrantes son Rosario Blefari, Fabio Suárez, Marcelo Zanelli, Gonzalo Córdoba y Diego Fosser. 

## Artes y ediciones
Como era costumbre para Suárez, cada vez que un título se reeditaba, se cambiaba algo en el arte de tapa o en el arte del centro del CD, para diferenciarlo así de la tirada anterior. Fue creándose así con el correr del tiempo distintas presentaciones del mismo trabajo. Horrible es el disco con más cambios de tapa, centro y booklet de todos los que hizo la banda. 
Las dos primeras ediciones tienen el mismo arte pero los CD son de colores diferentes, la tirada uno es rosa platinada y la segunda azul platinada. Hay además una tirada con un sticker en lugar de arte gráfico, pegado sobre el jewel case, con la lista de temas y el lomo, sin contratapa, y otra edición con la gráfica distinta, son hojas dibujadas que caen sobre un fondo naranja. La última reedición (2005) es en cartón y con la portada y contraportada originales, las letras se encuentran en un libro aparte junto a un CD box set con toda la discografía de la banda.

## Lista de canciones
| N.º   | Título                | Duración |  |
| 1.    | «Prueba de valor»     | 1:44     |  |
| 2.    | «Algo difícil»        | 2:35     |  |
| 3.    | «Saludos en la nieve» | 4:12     |  |
| 4.    | «Guantes de piel»     | 2:00     |  |
| 5.    | «En la bicicleta»     | 3:41     |  |
| 6.    | «Porvenir»            | 3:44     |  |
| 7.    | «Dos luces»           | 2:55     |  |
| 8.    | «Mirá»                | 1:47     |  |
| 9.    | «Falso ladrido»       | 3:57     |  |
| 10.   | «Flor fantástica»     | 3:06     |  |
| 11.   | «Rayos y manchas»     | 39:18    |  |
| 68:56 |                       |          |  |

## Personal
- Rosario Bléfari: voz
- Fabio Suárez: bajo
- Diego Foser: batería
- Gonzalo Córdoba: guitarra
- Marcelo Zanelli: guitarra

Personal adicional
- María Fernanda Aldana: voz en "Algo difícil"

## Videoclips
- «Saludos en la nieve»
- «Guantes de piel»